# Edmond Archdeacon
Pour les articles homonymes, voir Archdeacon.
Edmond-Sébastien Archdeacon (24 décembre 1864 à Paris - 20 février 1906 à Paris) est un homme politique français, d'origine irlandaise.

## Biographie
Fils d'un agent de change parisien et cousin germain d'Ernest Archdeacon, il est commanditaire de la banque Le Roy, Merolla et compagnie, et devient administrateur de la Régie générale des chemins de fer. Il possède une écurie de courses réputée et un hôtel particulier au 15, avenue des Champs-Elysées. 
Antidreyfusard, il avait participé à la tentative de coup de force du 23 février 1899 de Paul Déroulède qui avait tenté de conduire le général Roget à l'Élysée. Pendant son exil, il offre son traitement d'élu à son ami Marcel Habert. Il se déclare bonapartiste, plébiscitaire et non royaliste en mai 1901. En février 1902, il participe à la souscription du Groupe antijuif pour la somme de 2 000 frs (journal La libre parole du 14 février 1902).
Conseiller général de Tonnerre et conseiller municipal de Cheney, il fut député du 1er arrondissement de Paris de 1902 à 1906 (Ligue de la patrie française). Il est inscrit au groupe parlementaire des Républicains nationalistes.
Il est inhumé au cimetière du Père-Lachaise (28e division).

## Sources
- « Edmond Archdeacon », dans le Dictionnaire des parlementaires français (1889-1940), sous la direction de Jean Jolly, PUF, 1960 [détail de l’édition]